# Max Curt Bille
Max Curt Bille (* 22. August 1884 in Schmiedefeld; † 16. Juni 1961 in Oppach) war ein deutscher Marionettenspieler.

## Familie
Max Curt Bille gehörte zu Theaterfamilie Bille, einer Dynastie von Marionettenspielern, die bis ins Jahr 1794 gesichert zurückverfolgt und nachgewiesen werden kann. Sein Vater war der Marionettenspieler Johann Friedrich Otto Bille (1841–1906), seine Mutter Maria Sophie Bille, geb. Hintze (1858–1927). Max Curts Brüder Carl Hugo (1887–1953) und Carl Oswin (1896–1945) waren ebenfalls Marionettenspieler, ebenso seine Söhne Hans und Ludwig Werner (1913–1988).
Die Nachfahren seines Bruders Oswin betreiben bis heute Marionettentheater in Unterschleißheim und Bad Tölz.

## Leben
Bille reiste mit dem Wandertheater seiner Eltern durch die Lausitz, das Osterzgebirge und der Gegend um Meißen, bevor er 1905 selbst einen Wandergewerbeschein beantragte und sich selbstständig machte. Er heiratete 1906 Klara Marie Antonie, geb. Heilig (1881–1922), die, selbst Marionettenspielerin, mit ihm gemeinsam das Geschäft betrieb. Bille kämpfte als Soldat im Ersten Weltkrieg an der Westfront und führte dort gelegentliche Auftritte mit seinem Theater durch. 1919 kaufte er das 1857 gegründete Marionettentheater von Max Kleinhempel. Bedingt durch die Hyperinflation musste Bille neben der Theaterkunst hausieren gehen, trotzdem war er 1927 gezwungen, sein Theater zu verkaufen.
Nach einigen Jahren als Hilfsarbeiter übernahm Bille 1931 ein kleines Marionettentheater seines Bruders Oswin, das allerdings keinen Erfolg verbuchen konnte. Erst ab 1941 konnte er wieder rentabel mit seinem Theater durch Sachsen touren. Er erweiterte sein Geschäft 1943 durch den Ankauf eines Marionettentheaters aus Leipzig. Ab 1944 kämpfte Bille im Zweiten Weltkrieg. In der Nachkriegszeit kam das Wandertheatergeschäft zum Erliegen, 1949 kam es zur Zwangsversteigerung von Max Curt Billes Unternehmen.